# 呂內維爾條約

呂內維爾條約簽訂後的神聖羅馬帝國。

呂內維爾條約，是第二次反法同盟戰爭後，法國與神聖羅馬帝國之間簽訂的停戰條約。條約於1801年2月9日簽訂，法國由約瑟夫·波拿巴為代表，帝國一方由奧地利外相路德維希·馮·科本茨爾作代表。 
奧軍於1800年6月14日的馬倫哥之役、12月3日的霍恩林登戰役戰敗給拿破崙一世及莫羅後，奧地利被逼對法國求和，奧法之間遂簽訂一系列和約。呂內維爾條約標誌著第二次反法同盟的崩潰。繼此條約後，英國亦單獨與法國簽訂亞眠和約。

## 條約內容
呂內維爾條約表示簽約雙方"應當自此、從今以後，和平、友好及良好理解"（"there shall be, henceforth and forever, peace, amity, and good understanding"）。條約規定奧地利須要履行早前坎波福爾米奧條約之決定。法國控制延伸至萊茵河左岸，並承認法國對比利時與義大利中部的統治；但法國放棄所有對萊茵河東岸的領土宣稱。
意大利中的爭議邊界重新界定，托斯卡納大公國併入法國、當地大公可於德意志取得土地作補償。雙方同意尊重巴達維亞共和國、奇薩爾皮尼共和國、海爾維第共和國及利古里亞共和國的獨立；反之，法國承認奧地利繼續占有威尼斯。北意大利的兩個半獨立政權，特倫托及布雷薩諾內的主教領地均世俗化，並劃歸奧地利所有。呂內維爾條約簽訂後4年，即1805年，奧地利再度加入拿破崙戰爭。